# Годнє
Годнє (словен. Godnje) — поселення в общині Сежана, Регіон Обално-крашка, Словенія. Висота над рівнем моря: 303,8 м.